# Cyrix Cx486DLC

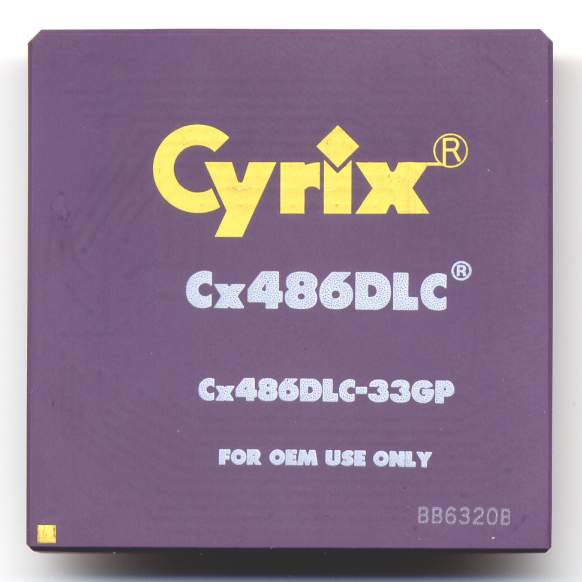
Cyrix Cx486DLC

Die Cyrix Cx486DLC war 1992 eine der ersten CPUs von Cyrix (Cx486-Reihe) und sollte als „großer Bruder“ des Cx486SLC den Intel-Chips i486SX und i486DX Konkurrenz bieten. Er passte in den Sockel PGA132 für 386-er Mainboards.

## Cx486DLC & Cx486SLC

### Gemeinsamkeiten
- Texas Instruments verkaufte auch von dieser CPU eine eigene Version mit dem Namen TI486SXL. Wie beim Cx486SLC besaß diese CPU  8 KiB L1-Cache statt der originalen 1 KiB.
- Hybrid-CPU: Eigenschaften einer aktuellen CPU, aber sockel-kompatibel zum Vorgänger.
- Befehlssatz des 80486
- kein integrierter mathematischer Koprozessor
- kann einen externen mathematischen Koprozessor benutzen
- Taktfrequenzen: 25, 33 und 40 MHz

### Unterschiede
- Volle 32-Bit (keine Bus-Beschränkung auf 16-Bit)
- Leistung bei 33 MHz vergleichbar mit 486SX bei 25 MHz

## Geschichte
Der Cyrix Cx486DLC wurde 1992 eingeführt. Der Erfolg bei großen OEMs war bescheiden, der Prozessor war aber unter Enthusiasten dafür bekannt, mit einem Intel 486SX-25 konkurrieren zu können (ähnlich wie der AMD 386DX-40). Er wurde deswegen manchmal als geringfügig schnellerer Ersatz für eine 80386 CPU verwendet. Als die Preise der Intel-CPUs fielen, wurde es schwierig, die DLC und SLC-Chips konkurrenzfähig zu halten. Cyrix führte deshalb im September 1993 den pinkompatiblen Cx486DRx² ein.

## Cx486DRx²
Der Cx486DRx² war eine „Upgrade“-CPU für 386-Mainboards und eine verbesserte Version des Cx486DLC. Er lief nun intern – ähnlich wie der i486DX2 – mit der doppelten Taktfrequenz. Damit waren nun Taktraten bis 66 MHz möglich. Diese CPU wurde daher meistens zum Aufrüsten älterer 80386-PCs benutzt. Der Prozessor war pinkompatibel zum Sockel PGA132.

## Modelldaten

### Cx486DLC
- Codename:

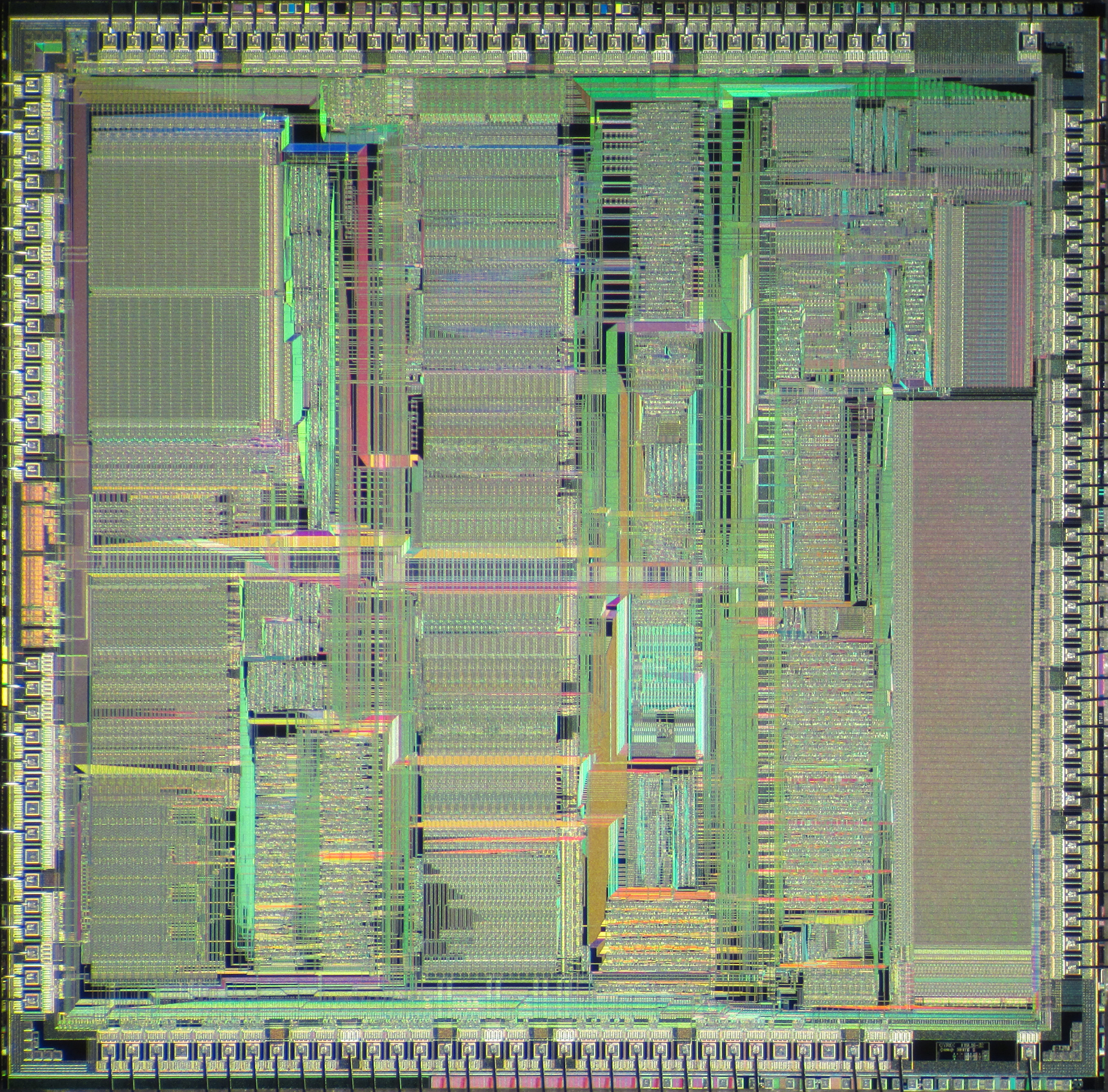
Die eines Cyrix Cx486DLC (Cx486DLC-33GP)

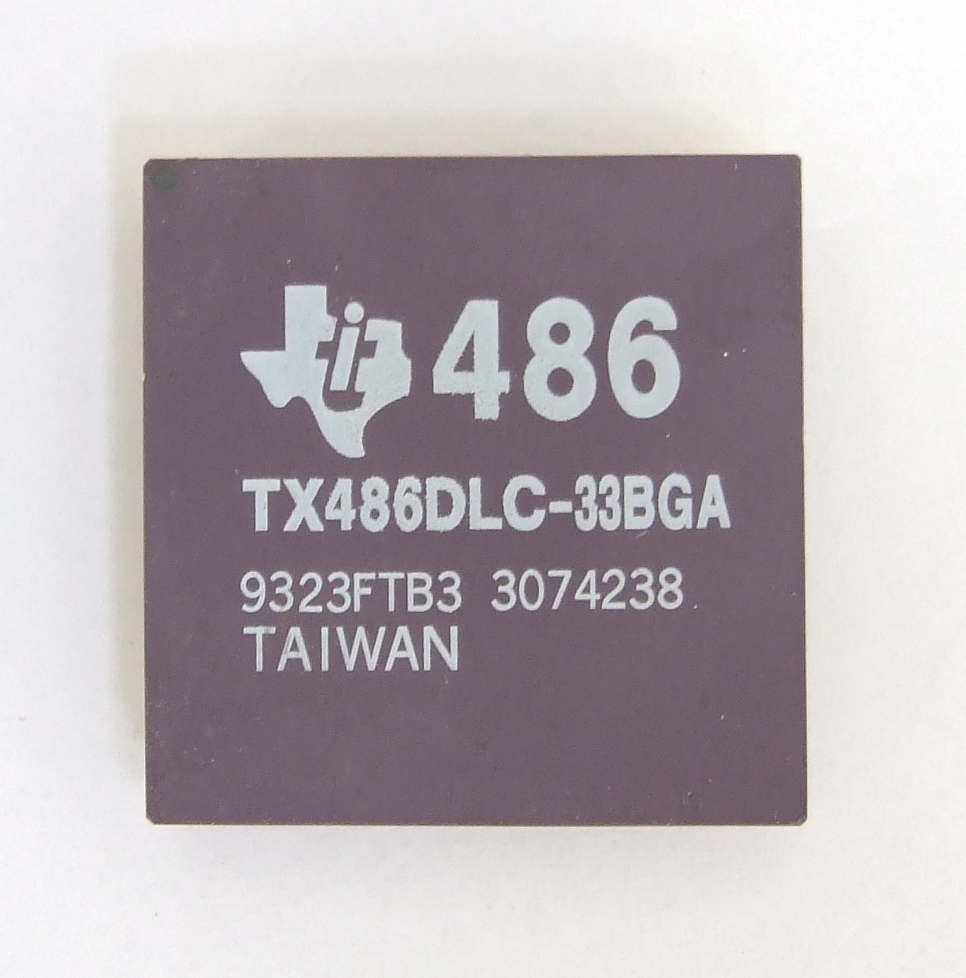
TX486DLC von Texas Instruments.

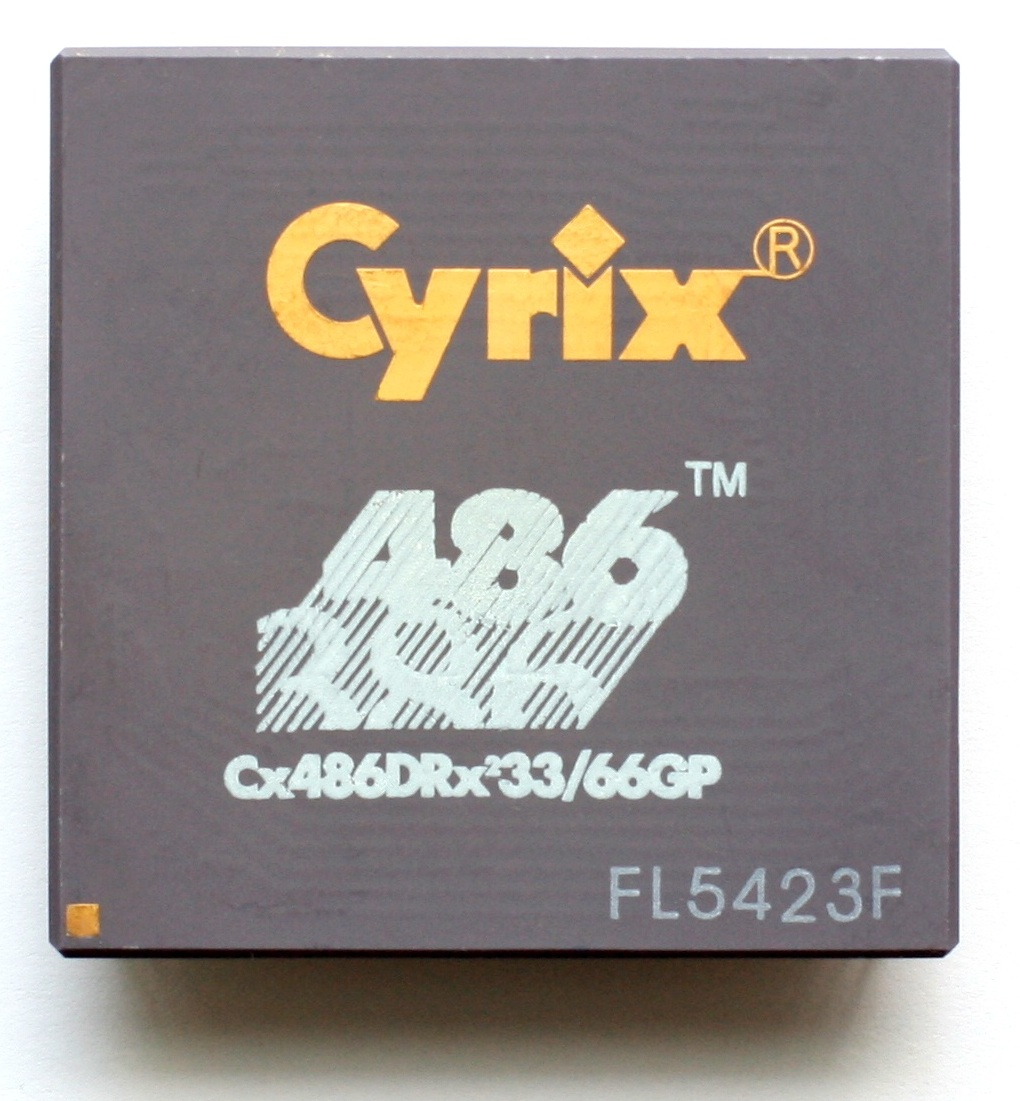
Cyrix 486DRx².

- Verkauft als: Cyrix Cx486DLC & Texas Instrument TX486DLC
- L1-Cache: 1 KiB (unified)
- L2-Cache: abhängig vom verwendeten Mainboard bzw. Chipsatz
- Sockel für 80386 CPUs mit einem Front Side Bus von 16 bis 40 MHz
- Betriebsspannung (VCore): 5,0 V
- Erscheinungsdatum: Juni 1992
- Fertigungstechnik:
- Die-Größe: ? mm² bei 0,6 Millionen Transistoren
- Taktraten: 20, 33 und 40 MHz

### Cx486DRx²
- Codename:
- Verkauft als: Cyrix Cx486DRx², Cx486DRu²
- L1-Cache: 1 KiB (unified)
- L2-Cache: abhängig vom verwendeten Mainboard bzw. Chipsatz
- Sockel für 80386 CPUs mit einem Front Side Bus von 16 bis 33 MHz
- Betriebsspannung (VCore): 5,0 V
- Erscheinungsdatum: September 1993
- Fertigungstechnik:
- Die-Größe: ? mm² bei 0,6 Millionen Transistoren
- Taktraten: 32 bis 66 MHz